# Hainewalde
Hainewalde är en kommun och ort i Landkreis Görlitz i förbundslandet Sachsen i Tyskland. Kommunen har cirka 1 500 invånare.
Kommunen ingår i förvaltningsområdet Großschönau-Hainewalde tillsammans med kommunen Großschönau.